# ميشال بتروشياني
ميشال بتروشياني (28 ديسمبر 1962م - 6 يناير 1999م)من أشهر عازفى الجاز على البيانو
ولد ميشال بتروشياني في 28 ديسمبر 1962م بفرنسا وقد ولد بمرض وراثى هو مرض العظم الزجاجي وهو يؤدى إلى نقص تخلق العظم وفي حالته اصيب أيضا بقصر القامة، وقد أدى هذا المرض إلى اصابته بكسر العظام لأكثر من مائة مرة حتى بلوغه سن المراهقة وسبب له هذا المرض ألآما طوال حياته ولكن هذا كله لم يمنعه من أبن يصبح عازفا بارعا على البيانو وموسيقى الجاز وذا شهرة عالمية.